# Примавера-ду-Лести
Примавера-ду-Лести (порт. Primavera do Leste) — муниципалитет в Бразилии, входит в штат Мату-Гросу. Составная часть мезорегиона Юго-восток штата Мату-Гроссу. Входит в экономико-статистический микрорегион Примавера-ду-Лести. Население составляет 44 000 человек на 2007 год. Занимает площадь 5 472,207 км². Плотность населения — 11,0 чел./км².

## История
Город основан 13 мая 1986 года. 

## Статистика
- Валовой внутренний продукт на 2003 составляет 300.000.000,00 реалов (данные: Бразильский институт географии и статистики).
- Индекс развития человеческого потенциала на 2000 составляет 0,805 (данные: Программа развития ООН).